# Tjammelsmolen
De Tjammelsmolen (of Tjammelskot) is een voormalige watermolen in de West-Vlaamse plaats Anzegem, gelegen aan de Tjammelsstraat 32.
Deze bovenslagmolen op de Tjammelsbeek fungeerde als korenmolen.

## Geschiedenis
In 1571 werd een watermolen op deze plaats voor het eerst vermeld. In 1959 werd het bovenslagrad gedemonteerd. Wat bleef was een wateras, een buil, een slijpsteen en een luiwerk. De energie werd met drijfriemen overgebracht. Het molenhuis werd gerenoveerd tot woning.